# Mitroplatia camerunensis
Mitroplatia camerunensis är en tvåvingeart som först beskrevs av Günther Enderlein 1935.  Mitroplatia camerunensis ingår i släktet Mitroplatia och familjen husflugor. Inga underarter finns listade i Catalogue of Life.